# Risveglio nazionale in Romania

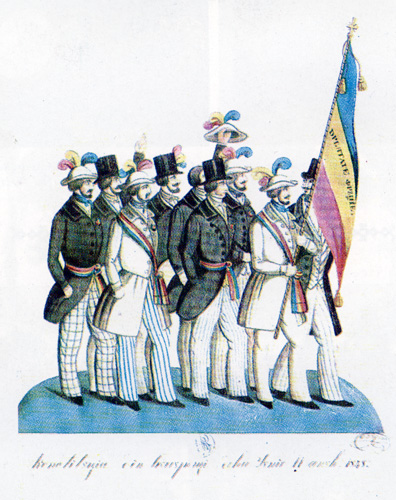
Una stampa del 1848 che illustra la rivoluzione in Romania, mettendo in evidenza la bandiera nazionale.

Il risveglio nazionale rumeno (in rumeno: Renașterea națională a României) è il periodo in cui venne allo scoperto il nazionalismo rumeno fin dalla prima metà del XIX secolo.
I rumeni cercarono dapprima il supporto della Russia dal momento che pensavano di ottenere facilmente aiuto per solidarietà religiosa contro l'Impero ottomano islamico. Ad ogni modo l'obiettivo della Russia d'espandersi nell'area con l'annessione della Bessarabia, fatto che avvenne nel 1812, rese i rumeni sospettosi del loro pericoloso alleato. Dal momento che l'Austria aveva intenti simili, come mostrato con l'annessione dell'Oltenia (1718–1739) e della Bucovina (1775), i rumeni iniziarono a cercare altri alleati nell'Europa occidentale.

## Antefatti

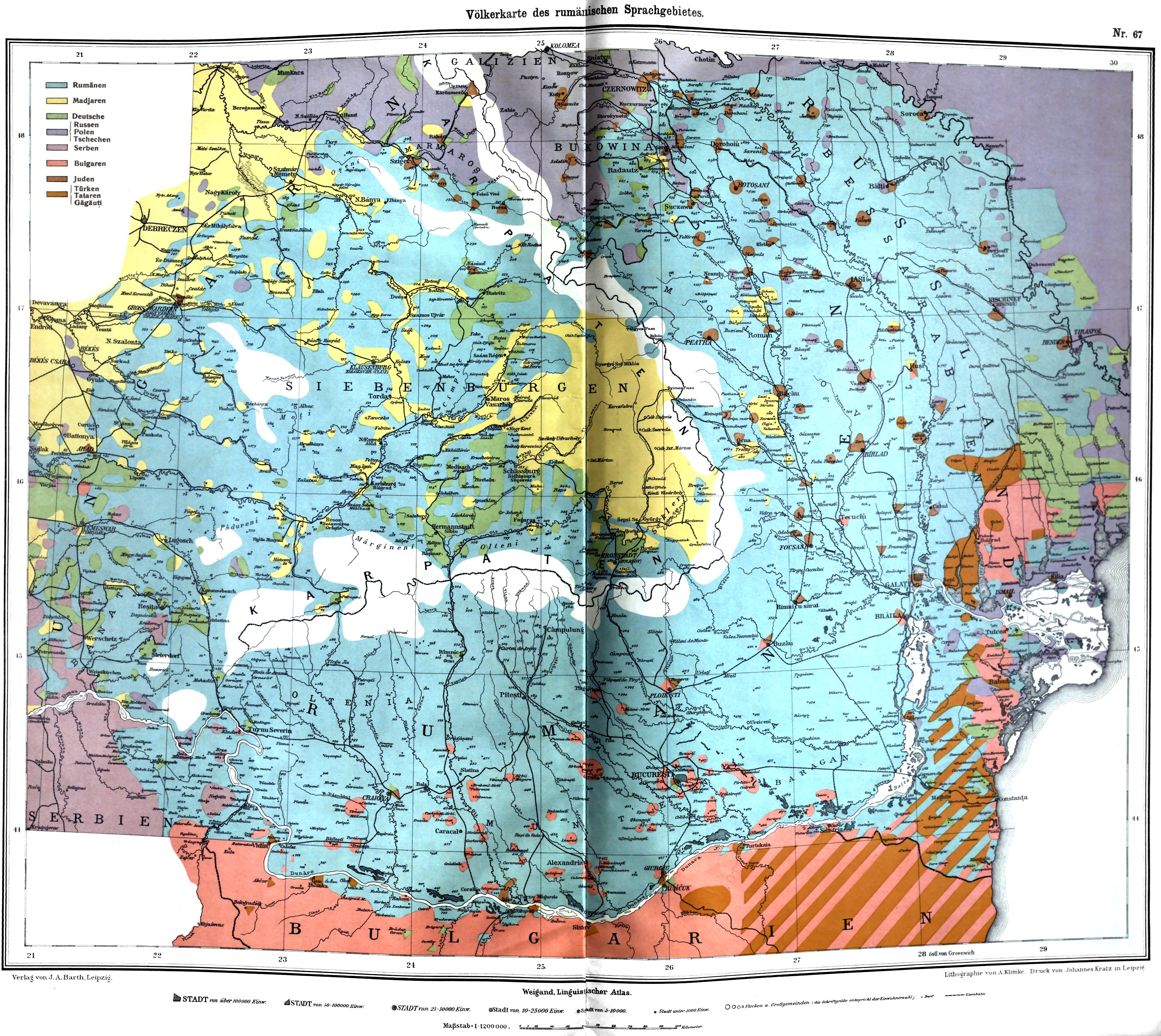
Gruppi etnici nei territori rumeni nella seconda metà del XIX secolo

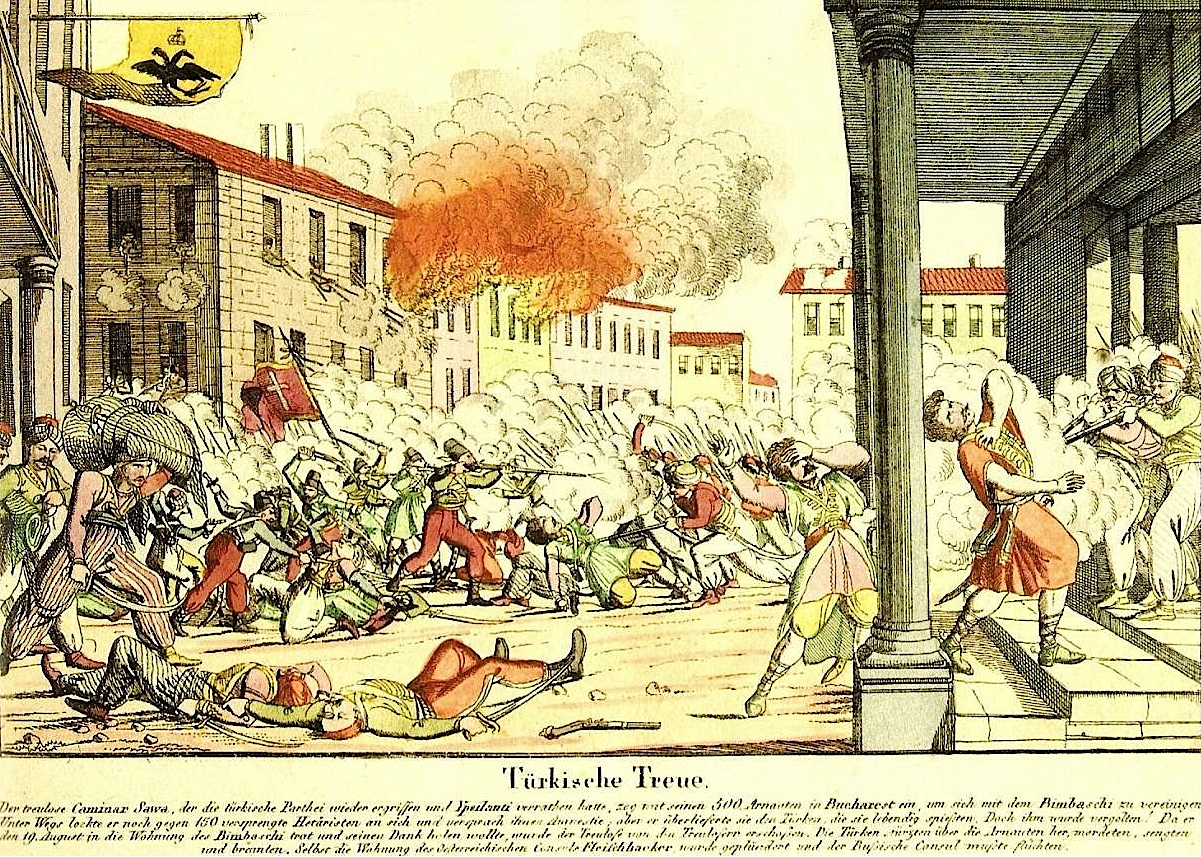
La soppressione della rivolta di Bucarest

I rivoltosi greci vennero supportati dagli insorgenti valacchiani nel 1821. Il movimento, che era stato iniziato dal contadino nobilitato Tudor Vladimirescu, favorevole all'emancipazione delle classi meno abbienti, presto acquisì tendenze anti-greche. Vladimirescu venne giustiziato dalla Etaireía; i turchi d'altro canto temevano l'azione dei greci contro di loro e come tale acconsentirono di rivolgersi dal 1822 a sostegno della nobiltà locale rumena, concedendo l'elezione di due boiardi nativi, Ioniţă Sandu Sturdza e Grigore IV Ghica, ai ruoli rispettivamente di principi di Moldavia e Valacchia. Con questo sistema gli ottomani si garantirono un controllo della situazione nell'area rumena ponendo fine il sistema del "trono al miglior offerente" e nel contempo concedendo una parziale indipendenza ai popoli locali che tanto l'anelavano.
Il regime fanariota in Valacchia e Moldavia ebbe fine dopo le rivolte del 1821.
Il Trattato di Adrianopoli del 1829 (chiamato anche Trattato di Edirne), venne siglato tra Russia e Impero ottomano. La Turchia cedette alla Russia le due foci del Danubio oltre ad alcuni territori presso il Mar Nero, aprendo i Dardanelli a tutti i vascelli commerciali, liberalizzando il commercio dei cereali e del legno, garantendo autonomia alla Serbia, promettendo l'autonomia alla Grecia e permettendo alla Russia di occupare Moldavia e Valacchia sin quando la Turchia non avesse terminato di pagare la propria indennità di guerra nei confronti dell'Impero russo.
La Guerra di Crimea venne provocata dalle continue pressioni dello zar Nicola I di Russia per i pagamenti da parte dell'Impero ottomano, e per la pretesa dello zar di essere il protettore di tutti i sudditi di fede ortodossa che pure si trovassero nei domini ottomani. Inghilterra e Francia vennero coinvolte nella guerra per cercare di fermare l'espansione della Russia ed impedire che i russi ottenessero il controllo dello stretto turco e del Mediterraneo orientale.
La Russia uscì perdente dalla Guerra di Crimea (1853–1856). La conferenza di pace di Parigi (febbraio-marzo 1856) decise che la Valacchia e la Moldavia, che erano state sotto sovranità ottomana, fossero ora poste sotto garanzia collettiva delle sette potenze che firmarono il medesimo trattato. Queste potenze dunque dichiararono la creazione di due assemblee locali incaricate di decidere la futura organizzazione dei due principati. Il Trattato di Parigi inoltre prevedeva la retrocessione alla Moldavia della Bessarabia meridionale, che era stata annessa nel 1812 dalla Russia (nello specifico le contee di Cahul, Bolgrad e Ismail), la libera navigazione sul Danubio, l'istituzione di una Commissione Europea sul Danubio e lo status neutrale del Mar Nero.

## La resistenza e le rivoluzioni di Valacchia e Moldavia

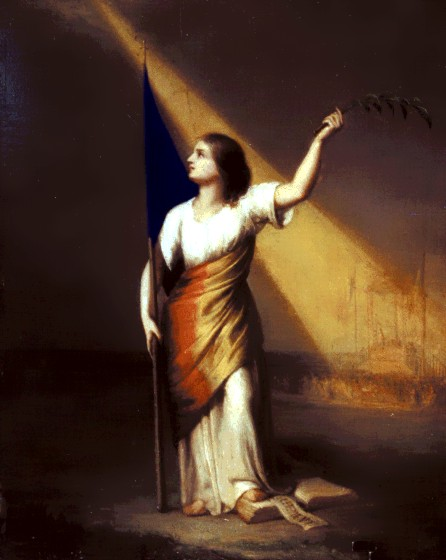
"La Romania spezza le catene sul campo della libertà", dipinto di spirito romantico ad opera di Constantin Daniel Rosenthal (metà Ottocento)

La fallita ribellione di Tudor Vladimirescu nel 1821 venne seguita dalle rivoluzioni del 1848 in Moldavia, Valacchia e Transilvania che videro la completa indipendenza della prima parte dello stato rumeno. Questi obbiettivi ad ogni modo non erano sufficienti ad ottenere uno stato moderno e strutturato, ma furono la base delle successive rivoluzioni.
Molti rumeni durante questo periodo si trovavano ad essere considerati cittadini di seconda classe (o addirittura non cittadini) nel loro stesso paese. In alcune città transilvane, come a Brașov (all'epoca la cittadella sassone transilvana di Kronstadt), ai rumeni non era permesso nemmeno di risiedere dentro alle mura della città.
Sempre di più, nell'era del Romanticismo, il concetto di uno stato nazionale emergeva tra i rumeni, come tra molti altri popoli in Europa. Definendo loro stessi come diversi dai vicini slavi, tedeschi e ungheresi, i nazionalisti rumeni ricercavano il loro modello di nazionalità in quello di altri paesi latini, particolarmente la Francia.
Le Grandi Potenze non supportarono l'espresso desiderio dei rumeni di unirsi in un singolo stato, forzando la Romania a procedere da sola contro i turchi. Gli elettori in Moldavia e Valacchia scelsero la medesima persona per i loro troni, Alexandru Ioan Cuza, che ascese al trono come Domnitor rumeno. Da allora la Romania venne creata come stato virtuale in unione personale, pur non includendo ancora la Transilvania, dove il nazionalismo rumeno inevitabilmente si scontrava col nazionalismo ungherese. Per alcuni versi, l'Austria-Ungheria, in particolare sotto la monarchia duale dal 1867, mantenne il fermo controllo degli ungheresi su parti della Transilvania dove i rumeni costituivano la maggioranza locale.
Nel 1861 l'Associazione Transilvana per la Letteratura e la Cultura dei Rumeni (ASTRA) venne fondata a Sibiu (poi Hermannstadt), protetta da un governo locale illuminato composto in gran parte da sassoni transilvani (tedeschi).

## Date importanti
- 1812: La Russia annette la Bessarabia
- 1829: Trattato di Adrianopoli: la Russia dichiara il protettorato su Moldavia e Valacchia
- 1834: I russi si ritirano da Moldavia e Valacchia
- 1846: Unione di Moldavia e Valacchia
- 1848: Fallisce la rivoluzione nei principati e in Transilvania. La Russia occupa di nuovo Moldavia e Valacchia
- 1856: Ritiro parziale della Russia, dopo la Guerra di Crimea
- 1859: Alexandru Ioan Cuza unisce Moldavia e Valacchia sotto il suo dominio
- 1861: Fondazione dell'ASTRA
- 1862: Unione formale di Moldavia e Valacchia a formare il principato di Romania
- 1867: Formazione della duplice monarchia di Austria-Ungheria, che assegna la Transilvania all'Ungheria
- 1918: Dopo la prima guerra mondiale, la Transilvania, parte del Banato, la Bessarabia e la Bucovina si aggiungono alla Romania